# Плешивецкий сельский совет
Плешивецкий сельский совет (укр. Плішивецька сільська рада) — входит в состав
Гадячского района
Полтавской области
Украины.
Административный центр сельского совета находится в 
с. Плешивец.

## Населённые пункты совета
- с. Плешивец
- с. Бакуты
- с. Тимофеевка